# Thiên hoàng Jingū
Thiên hoàng Thần Công (神功天皇 (Thần Công thiên hoàng)/ じんぐうこうごう Jingū-tennō, 170 - 269) hay còn gọi là Hoàng hậu Jingū (神功皇后 (Thần Công hoàng hậu)/ じんぐうこうごう Jingū-kōgō) là Hoàng hậu theo thần thoại của Thiên hoàng Chūai, người đã giữ nhiệm vụ nhiếp chính và lãnh đạo thực tế từ khi chồng bà chết năm 201 đến khi con trai bà Thiên hoàng Ōjin lên ngôi năm 269.
Cho đến thời kỳ Minh Trị, Thần Công vẫn được coi là Thiên hoàng thứ 15 của Nhật Bản, theo thứ tự nối ngôi truyền thống; nhưng sự xét lại của các sử liệu có thêm khiến tên bà bị bỏ ra khỏi danh sách; và con trai bà, Ứng Thần Thiên hoàng, ngày nay được coi là quốc chủ thứ 15.

## Thần thoại
Không có ngày tháng chắc chắn về cuộc đời và triều đại của vị Thiên hoàng này. Thần Công được các nhà sử học coi là một "Thiên hoàng thần thoại" vì thiếu thông tin về bà, mà cũng không thể phủ định được việc một người như thế đã từng tồn tại. Hơn nữa, các học giả chỉ biết than thở rằng, ở thời điểm này, không có đủ các bằng chứng để nghiên cứu và thẩm tra kỹ càng hơn. Tên của Thần Công trước khi lên ngôi – nếu bà đã lên ngôi thật – lẽ ra phải là Tức Trưởng Đái Cơ Mệnh (息长带姬命; Okinagatarashi-Hime).
Mặc dù nơi an nghỉ cuối cùng của vị quốc chủ thần thoại này vẫn chưa xác định được, nhưng ngày nay có thể tới viếng Misasagi hay lăng mộ chính thức của Thần Công tại Misasagi-chō, Nara. Kofun-loại lăng mộ hoàng gia đặc trưng, là một hòn đảo hình lỗ khóa có hào nước rộng bao quanh.
Kitabatake Chikafusa  và Arai Hakuseki cho rằng thực ra bà là Himiko, Nữ vương kiêm pháp sư vào thế kỷ thứ ba của Vương quốc Yamatai và vì Himiko là một nhân vật lịch sử nên phải được các tác giả Nhật Bản thư kỷ tính là thành viên hoàng gia. Trong giới học giả hiện đại Naitō Torajirō cho rằng bà là Yamatohime-no-mikoto, trong khi Higo Kazuo cho rằng bà là Yamato-totohimomoso-hime.
Năm 1881, Thần Công hoàng hậu trở thành người phụ nữ đầu tiên được in hình trên giấy bạc ngân hàng Nhật Bản; tuy vậy, không còn lưu lại hình ảnh nào của nhân vật huyền thoại này nên hình vẽ Jingu của Edoardo Chiossone hoàn toàn chỉ là phỏng đoán.

### Tranh cãi

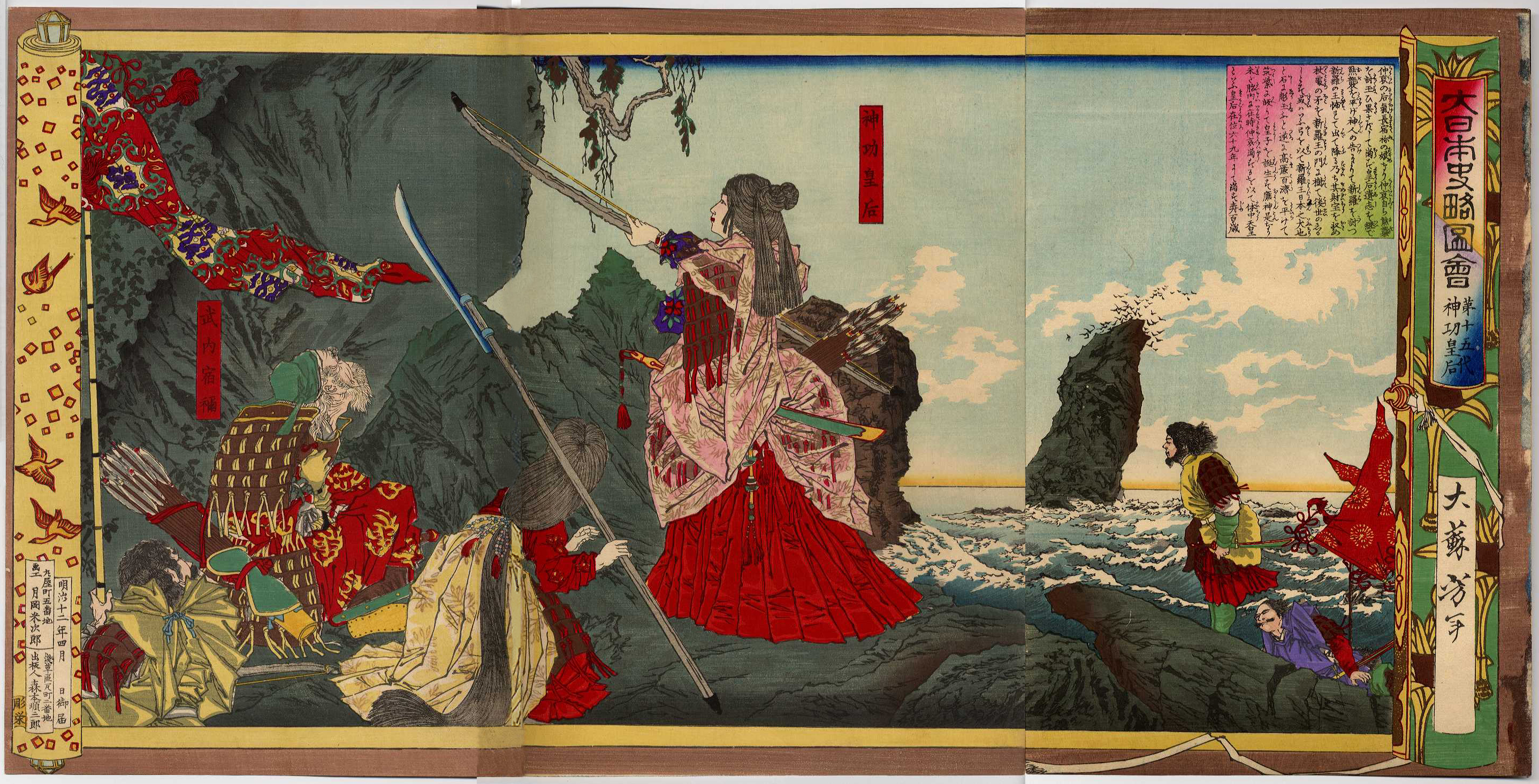
Jingū Thiên hoàng đặt chân lên miền đất hứa. Tranh năm 1880 của Yoshitoshi.

Thần thoại kể lại rằng bà đã dẫn quân xâm lược Triều Tiên và chiến thắng trở về 3 năm sau đó. Truyện cũng nói rằng, con trai bà đã thụ thai nhưng chưa được sinh ra khi Trọng Ai Thiên hoàng mất. Sau đó 3 năm, đứa bé mới được sinh ra. Cả thời kỳ ít hơn 9 tháng bao gồm 3 "năm" (một vài mùa), ví dụ: 3 vụ thu hoạch, hay nguồn gốc đằng cha của người chồng quá cố của bà vẫn chỉ là bí ẩn và mang tính biểu tượng hơn là thực tế.
Một vài người tin rằng cuộc chinh phạt của Thần Công Hoàng hậu chỉ dựa trên Bia đá Quảng Khai Thổ. Nhưng huyền thoại về cuộc xâm lăng Triều Tiên của Thần Công cũng xuất hiện trong 2 quyển sử ký Nhật Bản thời cổ là Furukoto Fumi viết năm 680 và Yamato Bumi viết năm 720.
Một vài người khẳng định rằng các chữ này đã bị sửa lại và người Nhật đã thêm một số nét vào Bia đá Quảng Khai Thổ. Ngày nay, phần lớn các học giả Trung Quốc và Nhật Bản đều không tin vào thuyết bia đá đã bị cố ý phá hoại dựa trên các nghiên cứu về chính bia đá  và trước Sakō và trước khi cọ xát bằng vôi làm hỏng. Các hoạt động quân sự của Nhật, vốn thường diễn ra dưới thời Quảng Khai Thổ được trình bày nguyên một nửa bia đá.

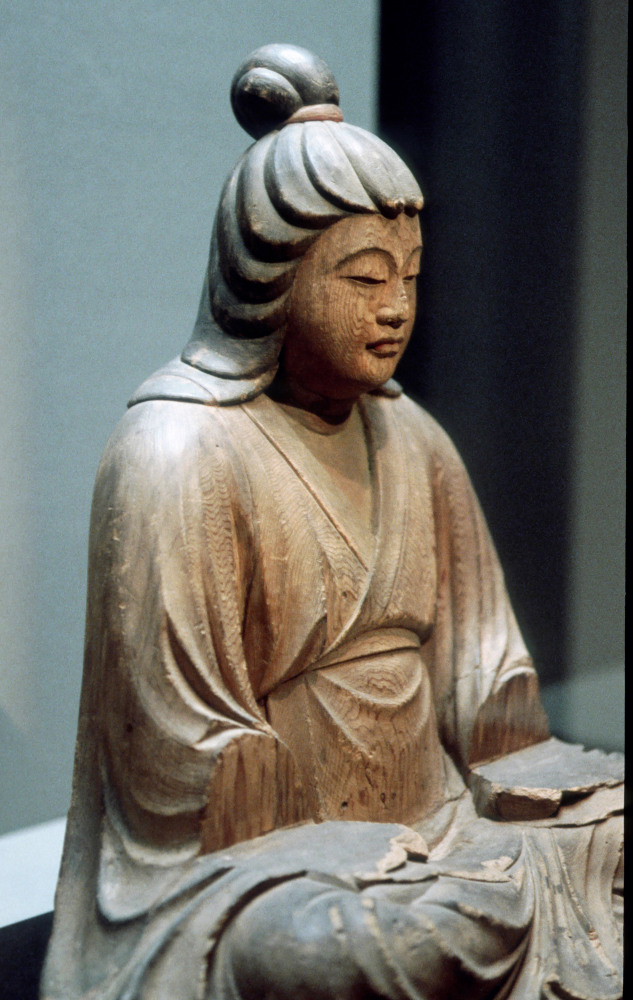
Bức tượng thể hiện hình mẫu lý tưởng hóa của Thần Công Hoàng hậu (1326). Bộ sưu tập của đền Aka-ana Hatimangu, tỉnh Shimane.

Tống thư của Lưu Tống, do nhà sử học Trung Quốc Thẩm Ước soạn, ghi lại sự hiện diện của người Nhật trên bán đảo Triều Tiên. Tuy nhiên, nhà Lưu Tống, là một triều đại thời cổ ở phía Nam Trung Quốc, ít có quan hệ với khu vực Đông Bắc Á và phần lớn các nhà sử học ở Nhật Bản, Hàn Quốc, và các nơi khác tin rằng triều đại này có lẽ coi Bách Tế, Tân La, và Yamato Nhật Bản là một. Lỗi này không thể xảy ra với sự quan tâm đến nhà Tùy và Cao Câu Ly vì họ đều là các cường quốc vào thời điểm đó.
Tùy thư nói rằng Nhật Bản cứu viện cho Bách Tế và Tân La.
Theo Tam Quốc Sử Ký (Samguk Sagi), viết năm 1145, A Sân Vuơng gửi con trai mình là Jeonji làm con tin năm 397. Thực Thánh Vuơng của Tân La cử con trai mình làm con tin năm 402; cả hai đều cố giành được trợ giúp quân sự từ Yamato để hai quốc gia này có thể tiếp tục các chiến dịch trước các lời đề nghị này. Quan hệ giữa quốc chủ Nhật Bản và Hàn Quốc trở nên phức tạp hơn khi, theo Nhật Bản thư kỷ, Hoàng tử Triều Tiên Amenohiboko tới Nhật Bản, và trở thành ông nội của Tajima Mori. Liệu phía Triều Tiên có gửi con tin hay họ hàng có quan hệ huyết thống tới Nhật Bản hay không vẫn là vấn đề còn đang tranh cãi.
Không tính huyền thoại về Thần Công hoàng hậu, có 8 Thiên hoàng nữ trị vì và người thừa kế họ phần lớn được chọn trong số những người trong hoàng tộc về phía họ cha, đây là điều lý giải tại sao các học giả bảo thủ cho rằng phụ nữ trị vì chỉ là nhất thời và truyền thống thừa tự nam giới phải được duy trì trong thế kỷ 21. Nguyên Minh Thiên hoàng, có người thừa kế ngai vàng là Nguyên Chính Thiên hoàng, là ngoại lệ duy nhất về cuộc tranh luận thông thường này.
Cơ quan giúp việc cho Hoàng gia đã quy định lăng mộ chính thức của bà nằm tại Saki no Tatanami no ike no e no Misasagi ở Nara trước kia là tỉnh Yamato.

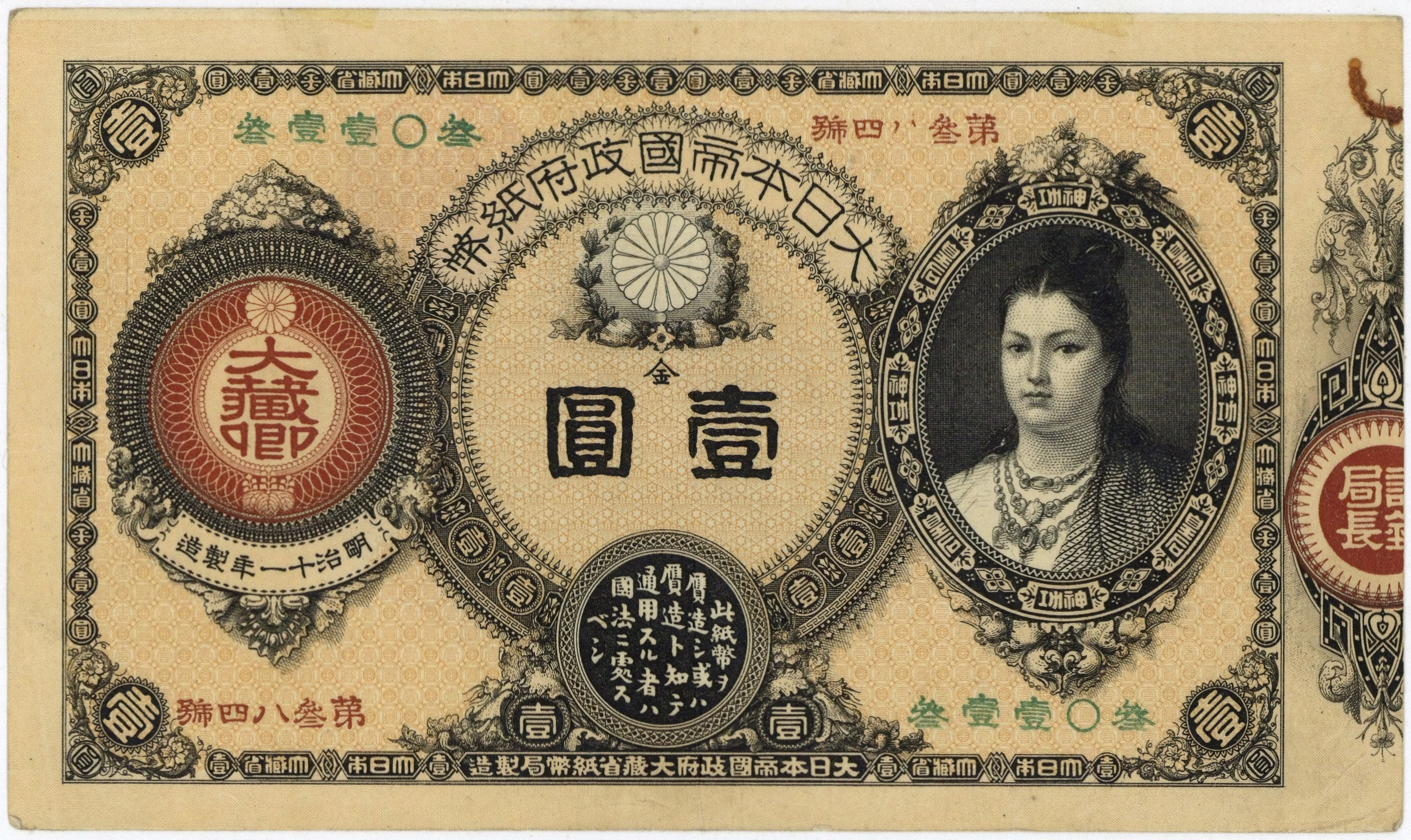
Giấy bạc in hình Thần Công Hoàng hậu, năm 1881.

## Link liên quan
- Bank of Japan: vào link để xem hình Thiên hoàng Jingu trên giấy bạc (1883)[liên kết hỏng]
- Thư viện tem: vào link để xem ảnh Thiên hoàng Jingu trên tem 10 yen (1924) Lưu trữ ngày 11 tháng 5 năm 2021 tại Wayback Machine
- Thư việ tem: vào link để xem ảnh của Thiên hoàng Jigu trên tem bưu phí 10 yen (1924) Lưu trữ ngày 11 tháng 5 năm 2021 tại Wayback Machine